# Rivière Blanche (rivière Bernier)
Pour les articles homonymes, voir Rivière Blanche.
La rivière Blanche est un affluent de la rivière Bernier, coulant sur la rive nord du fleuve Saint-Laurent, entièrement dans la municipalité de Saint-Boniface, dans la municipalité régionale de comté (MRC) de Maskinongé, dans la région administrative de la Mauricie, au Québec, au Canada.

## Géographie
La rivière Blanche prend sa source dans le lac de l'Aqueduc. Elle s'écoule ensuite sur une distance de 11,7 km avant de se jeter dans la rivière Bernier.

## Environnement
En 2014, l'organisme Bassin Versant Saint-Maurice procède à l'analyse des eaux de la rivière dans deux stations. La qualité de celle-ci est considérée préoccupante, en particulier en raison de l’influence des eaux usées et pluviales de la zone urbaine de Saint-Boniface. Il faut toutefois noter que Saint-Boniface a installé une nouvelle usine d'épuration en 2019, ce qui devrait réduire de beaucoup les pollutions de la rivière. 

## Toponymie
Le toponyme rivière Blanche a été officialisé le 6 mars 1975.